# Theridion aruanum
Theridion aruanum är en spindelart som beskrevs av Embrik Strand 1911. Theridion aruanum ingår i släktet Theridion och familjen klotspindlar. Inga underarter finns listade i Catalogue of Life.